# 張虎 (軍事人物)
張虎（？—238年後），東漢末至三國時代曹魏將領張遼之子。黃初三年（222年）其父張遼病逝於江都，張虎奉詔繼襲父爵晉陽侯，最後官至偏將軍。張虎死後，其子張統繼襲其爵。

## 藝術形象

### 三國演義
在小說《三國演義》中，張虎是跟隨司馬懿帳下的攻蜀將領之一，經常與曹魏另一將領樂進之子樂綝共同行動。其後亦曾參與討伐公孫淵的戰事。

### 影視
- 中國中央電視台電視劇《三國演義》（1994年）：田野
- 中國電視劇《大軍師司馬懿之虎嘯龍吟》（2017年）：王梓

### 動漫遊戲
- 三國志姜維傳